# Raphaël Wicky
Raphaël Wicky (Leuggern, 26 de abril de 1977) é um ex-futebolista e treinador de futebol suíço que atuava como volante ou lateral-direito. Atualmente comanda o Young Boys.

## Carreira como jogador
Revelado pelo FC Steg, Wicky jogou também na base do FC Sion entre 1990 e 1993, ano em que se profissionalizou. e disputou 4 temporadas (130 jogos e 3 gols). Passou ainda 4 anos no Werder Bremen e teve uma curta passagem pelo Atlétcio de Madrid (então na segunda divisão espanhola) em 2001.
O volante disputou 6 temporadas com a camisa do Hamburgo, atuando em 126 partidas e marcando 4 gols. Preterido pelo técnico Huub Stevens após uma sequência de lesões, Wicky voltou ao Sion em agosto de 2007, jogando apenas 5 vezes.
Em 2008, assinou sem custos com o Chivas USA, fazendo sua estreia em março do mesmo ano, contra o FC Dallas. Sua passagem pela franquia foi atrapalhada por uma lesão no tornozelo, tendo participado também de 5 jogos. Em janeiro de 2009, o Chivas USA anunciou que renovou o contrato do volante por mais um ano, porém Wicky decidiu encerrar sua carreira em março, alegando "razões pessoais".

## Carreira na seleção
Pela Seleção Suíça, Wicky estreou num amistoso contra o País de Gales, em fevereiro de 1996. Os Dragões venceram o jogo por 2 a 0.
Foi convocado para a Eurocopa de 1996, sendo o mais jovem atleta da competição (era 1 mês e 18 dias mais novo que o compatriota e também volante Johann Vogel), atuando apenas no segundo tempo da partida contra a Escócia, substituindo Stéphane Chapuisat. A Suíça foi eliminada ainda na primeira fase, com um ponto conquistado. O volante ainda participou da edição de 2004, desta vez atuando nas 3 partidas da equipe, que novamente amargou a queda na fase de grupos.
Na Copa de 2006, jogou as 4 partidas da campanha que terminou nas oitavas-de-final, após a seleção não sofrer nenhum gol no tempo normal. Em 75 partidas, Wicky marcou um único gol, na vitória por 3 a 1 sobre as Ilhas Faroe, em junho de 2005.

## Carreira de treinador
Após deixar os gramados, Wicky treinou as categorias de base de Thun, Servette e Basel, onde faria sua estreia como técnico principal em 2017.
Comandou ainda a seleção Sub-17 dos Estados Unidos e o Chicago Fire, e desde junho de 2022, é treinador do Young Boys.

## Títulos
FC Sion
- Super Liga Suíça: 1996–97
- Copa da Suíça: 1994–95, 1995–96, 1996–97[15]

Werder Bremen
- Copa da Alemanha: 1998–99
- Taça Intertoto da UEFA: 1998[carece de fontes?]

Hamburgo
- Copa da Liga Alemã: 2003
- Taça Intertoto da UEFA: 2005[16]